# Langeland

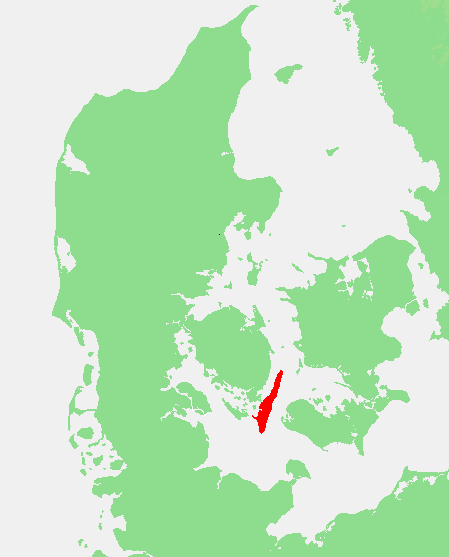
Așezarea insulei Langeland

Langeland este o insulă din Danemarca, care măsoară 285 km² (circa 110 mile pătrate) și are o populație de aproximativ 15,000 locuitori.